# Maria Sanchezová
Maria Victoria Sanchezová (* 26. listopadu 1989 Modesto, Kalifornie) je americká profesionální tenistka. Ve své dosavadní kariéře na okruhu WTA Tour vyhrála tři deblové turnaje. K nim přidala jednu trofej trofej ve čtyřhře série WTA 125K. V rámci okruhu ITF získala dva tituly ve dvouhře a dvacet jedna ve čtyřhře.
Na žebříčku WTA byla ve dvouhře nejvýše klasifikována v červenci 2013 na 107. místě a ve čtyřhře pak v dubnu 2019 na 51. místě. Trénuje ji Kevin O'Neill. Dříve tuto roli plnil Kanaďan Pierre-Luc Tessier. Připravuje se a žije v Jižní Karolíně.

## Tenisová kariéra
V květnu 2012 získala premiérový titul na okruhu ITF, když ve finále turnaje v Sacramentu dotovaného 50 tisíci dolarů zdolala krajanku Jessicu Pegulaovou. V září téhož roku si připsala druhý triumf v Albuquerque, s rozpočtem 75 tisíc dolarů. V závěrečném utkání hladce přehrála další Američanku Lauren Davisovou.
V kvalifikacích okruhu WTA Tour debutovala na březnovém BNP Paribas Open 2011 v Indian Wells, kde ji na úvod vyřadila Chorvatka Mirjana Lučićová. Hlavní soutěž WTA si poprvé zahrála na zářijovém Bell Challenge 2012 v Québeku po zvládnuté kvalifikaci. V prvním kole dvouhry podlehla Češce Lucii Hradecké. Premiérový titul vybojovala s Kanaďankou Sharon Fichmanová ve čtyřhře ASB Classic 2014 v Aucklandu, kde ve finále zdolaly česko-nizozemské turnajové trojky Lucii Hradeckou s Michaëllou Krajicekovou. Druhou trofej si odvezla z québeckého Coupe Banque Nationale 2018. V deblové soutěži triumfovala s Američankou Asií Muhammadovou po výhře nad druhým nasazeným, chorvatsko-švýcarským párem Darija Juraková a Xenia Knollová. Třetí triumf pak přidala na Monterrey Open 2019 opět v páru s Muhammadovou. V závěrečném duelu na ně nestačily Australanky Monique Adamczaková s Jessicou Mooreovou.
Debut v hlavní soutěži nejvyšší grandslamové kategorie zaznamenala v ženském deblu US Open 2012, do níž zasáhla s krajankou Irinou Falconiovou. Američanky vypadly ve druhém kole se čtvrtým nasazeným párem Rusek Maria Kirilenková a Naděžda Petrovová. Grandslamovou dvouhru si poprvé zahrála na US Open 2016 po udělení divoké karty od porařadetů. V úvodním zápase podlehla Slovence Daniele Hantuchové.

## Finále na okruhu WTA Tour
| Legenda                                      |
| -------------------------------------------- |
| D – dvouhra; Č – čtyřhra                     |
| Grand Slam (0)                               |
| Turnaj mistryň (0)                           |
| Premier Mandatory & Premier 5 / WTA 1000 (0) |
| Premier / WTA 500 (0)                        |
| International / WTA 250 (3–2 Č)              |

### Čtyřhra: 5 (3–2)
| Stav       | č. | datum       | turnaj                          | povrch      | spoluhráčka       | soupeřky ve finále                                   | výsledek         |
| ---------- | -- | ----------- | ------------------------------- | ----------- | ----------------- | ---------------------------------------------------- | ---------------- |
| Vítězka    | 1. | leden 2014  | Auckland, Nový Zéland           | tvrdý       | Sharon Fichmanová | Lucie Hradecká Michaëlla Krajiceková                 | 2–6, 6–0, [10–4] |
| Finalistka | 1. | březen 2016 | Monterrey, Mexiko               | tvrdý       | Petra Martićová   | Anabel Medina Garriguesová Arantxa Parra Santonjaová | 6–4, 5–7, [7–10] |
| Vítězka    | 2. | září 2018   | Québec, Kanada                  | koberec (h) | Asia Muhammadová  | Darija Juraková Xenia Knollová                       | 6–4, 6–3         |
| Vítězka    | 3. | duben 2019  | Monterrey, Mexiko               | tvrdý       | Asia Muhammadová  | Monique Adamczaková Jessica Mooreová                 | 7–6(7–2), 6–4    |
| Finalistka | 2. | srpen 2019  | Washington, D.C., Spojené státy | tvrdý       | Fanny Stollárová  | Coco Gauffová Caty McNallyová                        | 2–6, 2–6         |

## Finále série WTA 125
| Legenda                  |
| ------------------------ |
| D – dvouhra; Č – čtyřhra |
| WTA 125 (1–1 Č)          |

### Čtyřhra: 2 (1–1)
| Stav       | č. | datum       | turnaj                 | povrch | spoluhráčka      | soupeřky ve finále                 | výsledek |
| ---------- | -- | ----------- | ---------------------- | ------ | ---------------- | ---------------------------------- | -------- |
| Finalistka | 1. | září 2018   | Chicago, Spojené státy | tvrdý  | Asia Muhammadová | Mona Barthelová Kristýna Plíšková  | 3–6, 2–6 |
| Vítězka    | 1. | březen 2019 | Guadalajara, Mexiko    | tvrdý  | Fanny Stollárová | Cornelia Listerová Renata Voráčová | 7–5, 6–1 |

## Tituly na okruhu ITF
| Dotace turnajů okruhu ITF | Dotace turnajů okruhu ITF |
| ------------------------- | ------------------------- |
| 100 000 $ tournaments     | 80 000 $ tournaments      |
| 75 000 $ tournaments      | 60 000 $ tournaments      |
| 50 000 $ tournaments      | 25 000 $ tournaments      |
| 15 000 $ tournaments      | 10 000 $ tournaments      |

### Dvouhra (2 tituly)
| Č. | datum           | turnaj                     | povrch | poražená finalistka | výsledek      |
| -- | --------------- | -------------------------- | ------ | ------------------- | ------------- |
| 1. | 28. května 2012 | Sacramento, Spojené státy  | tvrdý  | Jessica Pegulaová   | 4–6, 6–3, 6–1 |
| 2. | 17. září 2012   | Albuquerque, Spojené státy | tvrdý  | Lauren Davisová     | 6–1, 6–1      |

### Čtyřhra (21 titulů)
| Č.  | datum             | turnaj                              | povrch    | spoluhráčka           | poražené finalistky                        | výsledek              |
| --- | ----------------- | ----------------------------------- | --------- | --------------------- | ------------------------------------------ | --------------------- |
| 1.  | 20. července 2009 | Evansville, Spojené státy           | tvrdý     | Yasmin Schnacková     | Kaitlyn Christianová Lindsey Nelsonová     | 4–6, 6–1, [10–4]      |
| 2.  | 26. července 2010 | St. Joseph, Spojené státy           | tvrdý     | Ellen Tsayová         | Noppawan Lertcheewakarnová Gabriela Pazová | 4–6, 6–4, 6–4         |
| 3.  | 12. září 2011     | Redding, Spojené státy              | tvrdý     | Yasmin Schnacková     | Brittany Augustaineová Whitney Jonesová    | 7–6, 4–6, 6–2         |
| 4.  | 30. ledna 2012    | Rancho Santa Fe, Spojené státy      | tvrdý     | Yasmin Schnacková     | Iryna Burjačoková Jelizaveta Jančuková     | 7–6(7–4), 4–6, [10–8] |
| 5.  | 13. února 2012    | Surprise, Spojené státy             | tvrdý     | Yasmin Schnacková     | Mihaela Buzărnescuová Valerija Solovjovová | 6–4, 6–3              |
| 6.  | 23. dubna 2012    | Charlottesville, Spojené státy      | antuka    | Yasmin Schnacková     | Julia Glušková Jelena Bovinová             | 6–2, 6–2              |
| 7.  | 3. června 2013    | Nottingham, Velká Británie          | tráva     | Nicola Slaterová      | Gabriela Dabrowská Sharon Fichmanová       | 4–6, 6–3, [10–8]      |
| 8.  | 3. srpna 2014     | Vancouver, Kanada                   | tvrdý     | Asia Muhammadová      | Jamie Loebová Allie Willová                | 6–3, 1–6, [10–8]      |
| 9.  | 19. října 2014    | Tampico, Mexiko                     | tvrdý     | Petra Martićová       | Valeria Savinychová Kateryna Bondarenková  | 3–6, 6–3, [10–2]      |
| 10. | 31. října 2014    | Toronto, Kanada                     | tvrdý (i) | Taylor Townsendová    | Gabriela Dabrowská Tatjana Mariová         | 7–5, 4–6, [15–13]     |
| 11. | 25. dubna 2015    | Dothan, Spojené státy               | antuka    | Johanna Kontaová      | Paula Cristina Gonçalvesová Petra Krejsová | 6–3, 6–4              |
| 12. | 3. května 2015    | Charlottesville, Spojené státy      | antuka    | Françoise Abandová    | Olga Jančuková Irina Chromačovová          | 6–1, 6–3              |
| 13. | 10. května 2015   | Indian Harbour Beach, Spojené státy | antuka    | Taylor Townsendová    | Alexandra Stevensonová Angelina Gabujevová | 6–0, 6–1              |
| 14. | 17. srpna 2015    | Vancouver, Kanada                   | tvrdý     | Johanna Kontaová      | Ioana Raluca Olaruová Anna Tatišviliová    | 7–6(7–5), 6–4         |
| 15. | 30. října 2015    | Toronto, Kanada                     | tvrdý (h) | Sharon Fichmanová     | Kristie Ahnová Fanny Stollárová            | 6–2, 6–7(6–8), [10–6] |
| 16. | 31. ledna 2016    | Maui, Spojené státy                 | tvrdý     | Asia Muhammadová      | Jessica Pegulaová Taylor Townsendová       | 6–2, 3–6, [10–6]      |
| 17. | 24. září 2016     | Albuquerque, Spojené státy          | tvrdý     | Michaëlla Krajiceková | Elise Mertensová Mandy Minellaová          | 6–2, 6–4              |
| 18. | 2. října 2016     | Las Vegas, Spojené státy            | tvrdý     | Michaëlla Krajiceková | Jamie Loebová Chanel Simmondsová           | 7–5, 6–1              |
| 19. | 21. října 2017    | Florence, Spojené státy             | tvrdý     | Taylor Townsendová    | Tara Mooreová Amra Sadikovićová            | 6–1, 6–2              |
| 20. | 3. listopadu 2018 | Toronto, Kanada                     | tvrdý (h) | Sharon Fichmanová     | Maja Chwalińská Elica Kostovová            | 6–0, 6–4              |
| 21. | 9. února 2020     | Midland, Spojené státy              | tvrdý (i) | Caroline Dolehideová  | Valeria Savinychová Yanina Wickmayerová    | 6–3, 6–4              |